# جوزيف إل. فيشر
جوزيف إل. فيشر (بالإنجليزية: Joseph L. Fisher)‏ هو سياسي أمريكي، ولد في 11 يناير 1914 في بوتكيت في الولايات المتحدة، وتوفي في 19 فبراير 1992 في مقاطعة أرلنغتون في الولايات المتحدة. حزبياً، نشط في الحزب الديمقراطي. وقد انتخب عضو مجلس نواب الولايات المتحدة عن ولاية فرجينيا وانتخب عضو مجلس النواب الأمريكي.